# Project Mc2
Project Mc2 é uma série americana produzida pela DreamWorks Animation's, AwesomenessTV e MGA Entertainment para a Netflix.
A série foi lançada pela primeira vez em 7 de agosto de 2015.

## Trama
A série se passa em uma cidade fictícia chamada Maywood Glen, Califórnia, e gira em torno dos campos de CTEM (ciência, tecnologia, engenharia e matemática) e das aventuras de McKeyla McAlister e suas melhores amigas, que trabalham para uma organização governamental chamada NOV8 (pronuncia-se "innovate"), grupo secreto de agentes femininos do governo que atua no mundo todo.

## Elenco e personagens

### Principal
- Mika Abdalla como McKeyla McAlister,uma jovem agente da NOV8;
- Ysa Penarejo como Camryn Coyle, uma engenheira com um alto QI;
- Victoria Vida como Adrienne Attoms, uma química culinária da Espanha[4] que sempre usa saltos altos;
- Genneya Walton como Bryden Bandweth, uma viciada em tecnologia;
- Antonio Marziale como Prince Xander, um príncipe protegido das agentes da NOV8; (Temporada 1  Principal/ Temporada 4 - Recorrente)
- Marcus Choi como Charles Coyle, Pai de Camryn (Temporada 1 - Principal/ Temporada 5 - Recorrente)
- Madeline Whitby como Jillian (Temporada 1)
- Bernardo De Paula como Defector (Temporada 1)
- Troy Fromin como George, o guarda costa (Temporada 1)
- Oliver Vaquer como Francois (Temporada 1)
- Danica McKellar como A codorna (Temporada 1 - 2, 4 - 6), a principal agente de inteligência do grupo em NOV8[5] e mãe de McKeyla;[6]
- Belle Shouse como Ember Evergreen (Partes 2–6)

### Recorrente
- Jonathon Buckley como Henry (Parte 1)
- Melissa Mabie como A.D.I.S.N. (voz), O caderno falante de McKeyla. Seu nome é abreviação de "Advanced Digital Intelligence Spy Notebook".[7] It is pronounced as "Addison".
- Johanna Newmarch como Carson Lazarus (Partes 2–3)
- Ty Wood como Justin (Partes 2–3)
- Maxwell Haynes como Kyle (Partes 2–6)
- Adrian Petriw como Retro (voz; Parte 2)
- Kurt Evans como Assistente do diretor Wilson (Parte 2)
- Vanessa Parise como a Falcão (Parte 3), Tia de McKeyla, Montana[8]
- Sarah Desjardins como Maddy McAlister (Partes 3–4, 6), A irmã mais velha de McKeyla.
- Adam Beauchesne como Simon Temple (Parte 3)
- Emily Delahunty como Tessa (Parte 5)
- Houston Stevenson como Zach (Partes 5–6)
- Jody Thompson como Jenny Wallis (Parte 5)
- Catherine Haggquist como Dr. A. Crawford (Parte 5)
- Richard Ian Cox como Professor Kato (Parte 5)
- Jay Hindle como Max McAlister (Parte 6), Pai de McKeyla
- Chris Rosamond como Bobby Stone (Parte 6)
- Loretta Walsh como Charlotte Adele (Parte 6)

### Resumo
| Personagem        | Temporadas             | Temporadas             | Temporadas             | Temporadas             | Temporadas             | Temporadas             |
| Personagem        | 01                     | 02                     | 03                     | 04                     | 05                     | 06                     |
| Elenco Principal  | Elenco Principal       | Elenco Principal       | Elenco Principal       | Elenco Principal       | Elenco Principal       | Elenco Principal       |
| ----------------- | ---------------------- | ---------------------- | ---------------------- | ---------------------- | ---------------------- | ---------------------- |
| McKeyla McAlister | Protagonista Principal | Protagonista Principal | Protagonista Principal | Protagonista Principal | Protagonista Principal | Protagonista Principal |
| Camryn Coyle      | Protagonista Principal | Protagonista Principal | Protagonista Principal | Protagonista Principal | Protagonista Principal | Protagonista Principal |
| Adrienne Attoms   | Protagonista Principal | Protagonista Principal | Protagonista Principal | Protagonista Principal | Protagonista Principal | Protagonista Principal |
| Bryden Bandweth   | Protagonista Principal | Protagonista Principal | Protagonista Principal | Protagonista Principal | Protagonista Principal | Protagonista Principal |
| Devon D'Marco     | Ausente                | Protagonista Principal | Protagonista Principal | Protagonista Principal | Recorrente             | Ausente                |
| Ember Evergreen   | Ausente                | Protagonista Principal | Protagonista Principal | Protagonista Principal | Protagonista Principal | Protagonista Principal |

## Dublagem Brasileira
| Personagem         | Dublagem                                                                          |
| ------------------ | --------------------------------------------------------------------------------- |
| McKeyla McAllister | Mariana Evangelista (Temporada 1) Gabriela Pellegrino (Temporada 2 - Temporada 6) |
| Camryn Coyle       | Bianca Alencar (Temporada 1) Carla Martelli (Temporada 2 - Temporada 6)           |
| Adrienne Atoms     | Flora Paulita (Temporada 1) Raissa Bueno (Temporada 2 - Temporada 6)              |
| Bryden Bandweth    | Michelle Giudice (Temporada 1) Beta Cinalli (Temporada 2 - Temporada 6)           |
| Ember Evergreen    | Jéssica Cardia (Temporada 2 - Temporada 6)                                        |
| Prince Xander      | Fábio Lucindo (Temporada 1)                                                       |